# パープル・レイン (曲)
｢パープル・レイン」（Purple Rain）はプリンス&ザ・レヴォリューションの楽曲である。

## 解説
『パープル・レイン』からの3枚目のシングル。1894年のアカデミー作曲賞を受賞している。2021年版『ローリングストーン誌が選ぶ「歴代最高の500曲」』で21位となっている。
初回の7インチシングルはパープルカラーディスクである。

## 制作
1982年12月、シンシナティのリバーフロント・コロシアム公演のサウンドチェック中、プリンスは新曲のバラードのコードをバンド・メンバーに聞かせる。ウェンディは「プリンスが現れたのよ、あのアイデアを持ってね。彼ははっきり言ったわ。『僕はこいつを形にしたい。これじゃなきゃだめだし、このテンポでなくちゃいけない』。そしてあるキーを弾いたから、皆がジャムを始めて、そこからオープニングのコード進行が生まれていった。すごく自然にね」。これが、後に本作となる作品である。ただし歌詞が出来て、曲名が決まり、それを映画のタイトルにするというアイデアが生まれるのは、何ヵ月も先のことになる。
また『1999ツアー』でボブ・シーガーと共演したことも、この曲の成立にかかわっている。
題名の「パープル・レイン」は、青空が血に染まる、要するに世界の終末を意味しており歌詞も親しい人と世界を終わりにしたい思いを歌っている。これを映画『プリンス/パープル・レイン』ということを考えると映画の主人公であるキッドの人生に登場する、彼の両親、アポロニア、そして彼のバンド・メイトといった人々について歌っている。またプリンスは紫が1番好きな色で、この曲を作る前に「Purple Music」や「Purple Shades」という曲を作っている
この曲の歌詞をプリンスはスティーヴィー・ニックスに依頼していたが、彼女が本作を聞いて自身が無くなってしまい断ったということである。また曲のもともとの長さは11分程であり、金をテーマにした歌詞が不適切と判断して、その部分をカットしたからだと考えられる。
本作は、1983年8月3日にミネアポリスのナイトクラブ「ファースト・ アベニュー」で行われた「ミネソタ・ダンス・シアター」のためのチャリティー・コンサートの間にレコーディングされた。この時にウェンディ&リサのウェンディがザ・レヴォリューションの一員として初めてこの曲を披露した。
またプリンスは本作がジャーニーの曲である「時への誓い」と似すぎているように聞こえるのではないかと、ひどく心配していたので、ジョナサン・ケインに電話をして彼にどう思うかとたずねた。ジョナサン・ケインのOKが出たのは、本曲と似ていたのは2、３コーラスだけだったからである。
ウェンディとリサによれば、ある日ホームレスの女性が倉庫にふらりと入ってきて、本作の演奏を何時間も聞いていた。休憩になった時、外を見ると彼女はまだそこにいて涙を流していたという。

## 収録曲

### 12インチシングル
1. パープル・レイン - Purple Rain (Prince)
2. ゴッド(インストゥルメンタル) - God (instrumental ) (Prince)
3. ゴッド(ボーカル) - God (vocal) (Prince)

### 7インチシングル
1. パープル・レイン - Purple Rain [注釈 5](Prince)
2. ゴッド - God (Prince)

## カバー
- エリック・クラプトン- 2019年にロイヤル・アルバート・ホールでのライブでカバー[7]
- ブルース・スプリングスティーン&Ｅストリート・バンド-2016年に バークレイズ・センターでのライブでカバー[8][9]
- アダム・レヴィーン-2014年、 ハワード・スターンの誕生日パーティーでカバー[10]